# Centre d'affaires de l'Emajõgi
Le centre d'affaires de l’Emajõgi (en estonien : Emajõe Ärikeskus), familièrement Pläsku ou Plasku est un immeuble de grande hauteur  construit à Tartu en Estonie.

## Présentation
Le centre d'affaires de l’Emajõgi est un immeuble de bureaux achevé en 1998 sur la rive de la rivière Emajõgi, près du pont Rahu sild et à côté de la gare routière. 
Le bâtiment a été conçu par l'architecte Indrek Vainu du bureau d'architecture Kalle Rõõmus, il compte 14 étages pour une hauteur de 52 mètres et une superficie totale de 7 500 mètres carrés.
L'immeuble de grande hauteur est devenu l'un des symboles de Tartu et un point de repère de la ville.

## Galerie

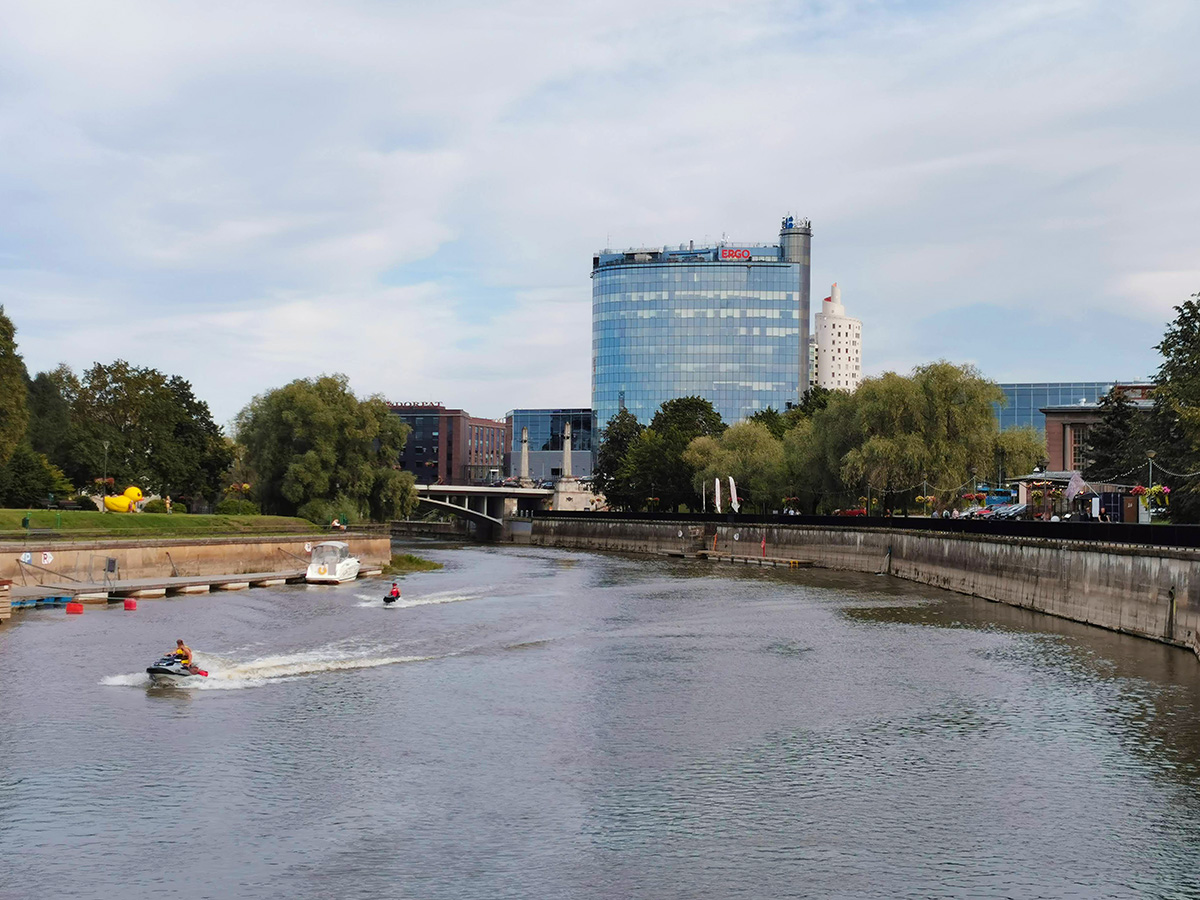
L'Emajõgi, le centre d'affaires de l'Emajõgi et la Tigutorn
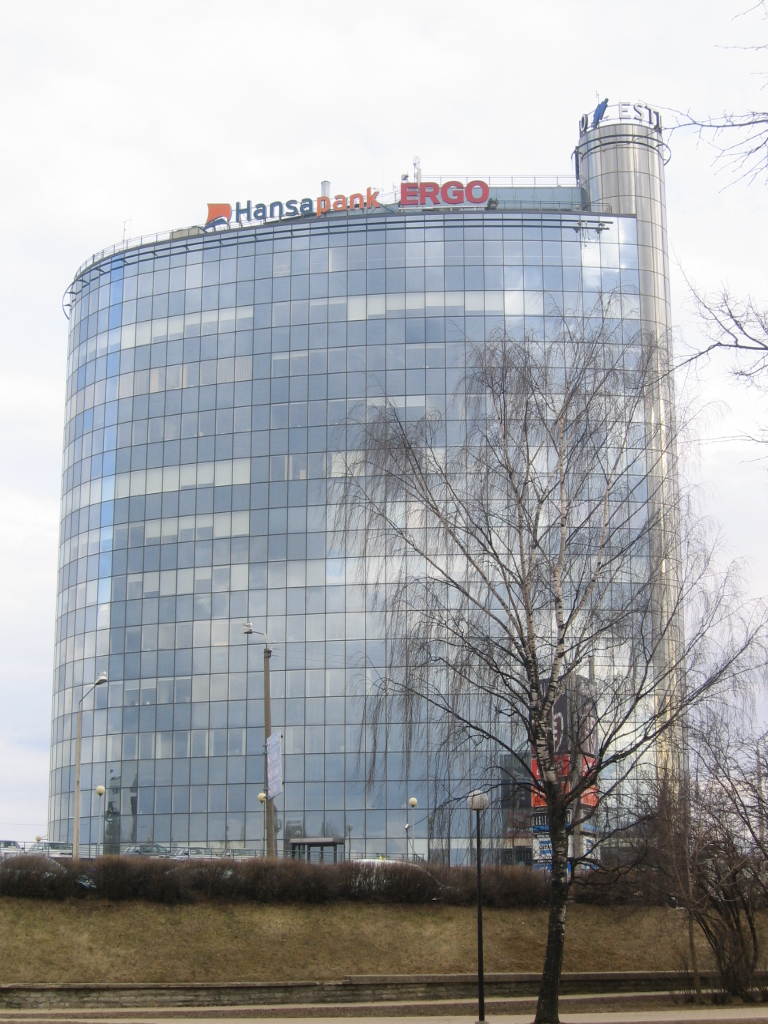
Le centre d'affaires de l'Emajõgi.

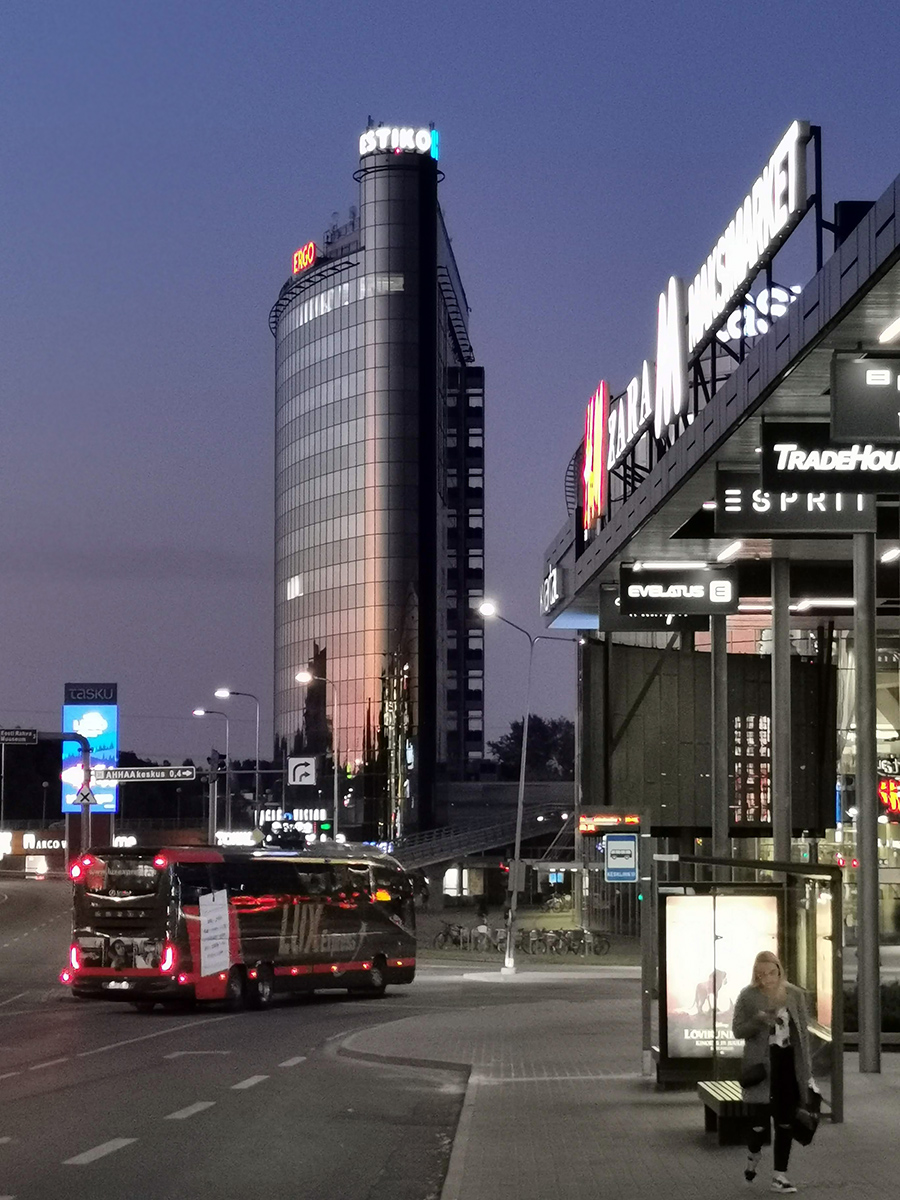
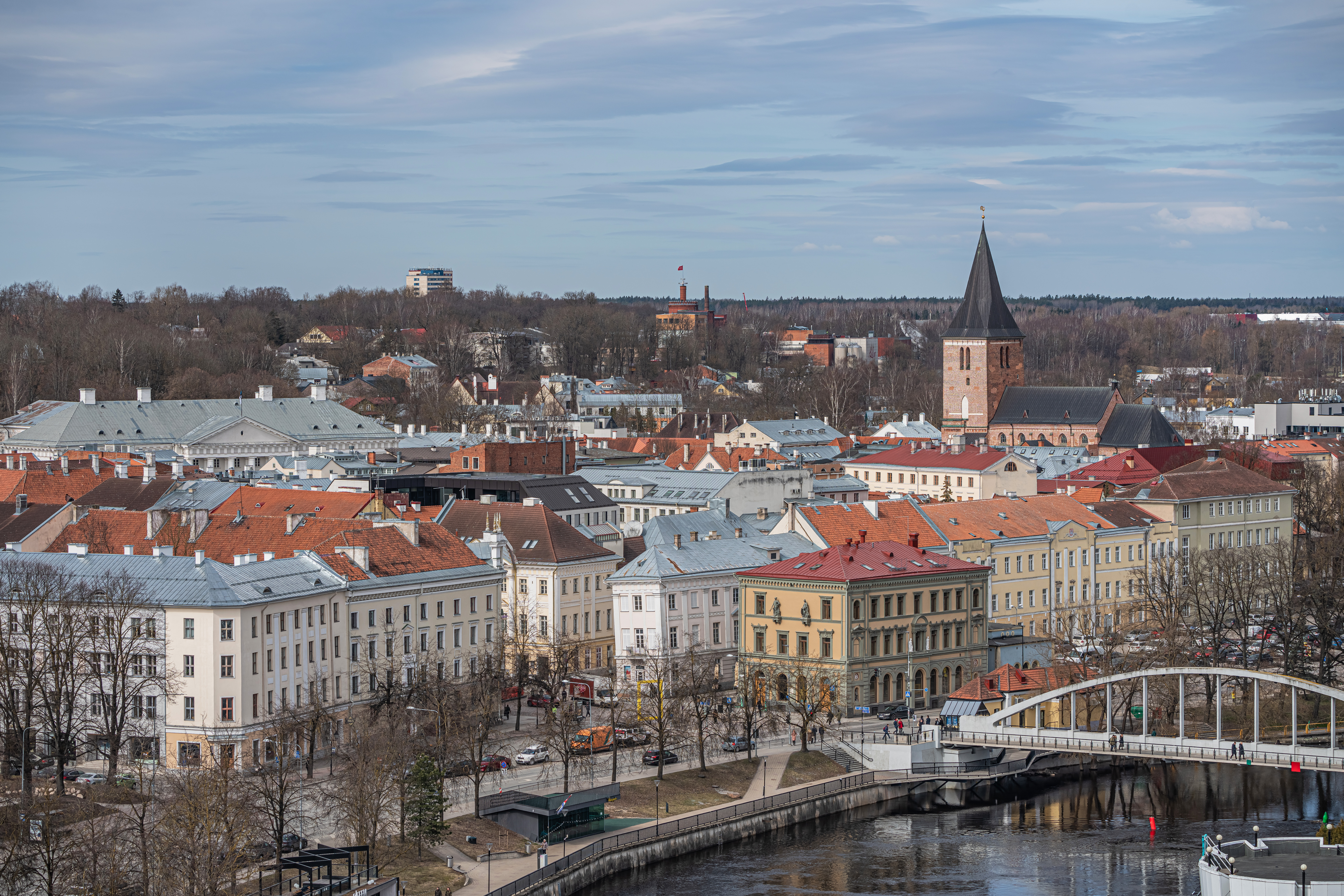
Tartu vue du centre d'affaires de l'Emajõgi.